# Thérèse Couderc

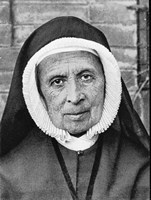
Thérèse Couderc

Thérèse Couderc (Geburtsname: Marie-Victoire Courderc, * 1. Februar 1805 in Sablières, Frankreich; † 26. September 1885 in Lyon, Frankreich) war eine französische römisch-katholische Nonne, Mystikerin und  Ordensgründerin. Sie wird in der katholischen Kirche als Heilige verehrt.
Marie-Victoire Couderc, die den Ordensnamen Thérése annahm, war 1827 Mitbegründerin der Kongregation der Schwestern vom heiligen Coenaculum. Die Ordensgemeinschaft widmete sich unter dem Symbol des Abendmahlsaals dem Chorgebet, der Verehrung der Eucharistie und der christlichen Bildung von Frauen.
Sie wurde 1951 von Papst Pius XII. selig- und 1970 von Papst Paul VI. heiliggesprochen.

## Leben

### Herkunft und Berufung
Marie-Victoire Couderc wurde als viertes von 12 Kindern einer bäuerlichen Familie im Weiler Le Mas des Dorfes Sablières 30 km südwestlich von Aubenas in ländlicher Abgeschiedenheit geboren. Mit 17 Jahren kam sie ins Pensionat der Josephschwestern von Les Vans. Mit 21 Jahren trat sie 1826 in Alba-la-Romaine (damaliger Name: Aps) auf Veranlassung des Ortspfarrers Étienne Terme (1791–1834) als drittes Mitglied einer von ihm gerade erst gegründeten Schwesterngemeinschaft bei und nahm den Ordensnamen Therese an.

### Die Oberin
1828 wurde sie Oberin (zuvor war sie Novizenmeisterin) in dem von Terme in seiner neuen Pfarrei Lalouvesc eingerichteten Haus zur Aufnahme der zahlreichen weiblichen Pilger, die von überall her zur Grabstätte des heiligen Jean François Régis kamen. Die Schwestern nannten sich „Schwestern vom heiligen Régis“. Das ursprünglich als Hotelbetrieb gedachte Haus wurde von Therese in einen Ort des Gebets und der Exerzitien umgewandelt, in ein Haus der Einkehr (französisch: retraite). Terme entwarf Konstitutionen für das Institut der Einkehrschwestern (Institut des Dames de la Retraite). Therese galt als Oberin auch der anderen Häuser (namentlich der unterrichtenden) der von Terme gegründeten Gemeinschaft. Im Dezember 1834 starb Terme und ließ das Werk, dessen Seele er zusammen mit Therese war, unvollendet. Im Juli 1836 spalteten sich die unterrichtenden Schwestern von den Einkehrschwestern ab. Im Januar 1837 legte Therese die ewigen Gelübde ab.

### Der Absturz
Infolge der Intrige einer Novizin beim Terme nachgefolgten geistlichen Leiter (François Renault, S. J., 1788–1860) wurde Therese am 26. Oktober 1838 zur Abdankung gezwungen, was sie klaglos hinnahm. Nachdem die von Renault eingesetzte Nachfolgerin innerhalb eines Jahres gescheitert war, gelang der auf Anraten von Therese gewählten Charlotte Contenet (1839–1852) zwar die Konsolidierung, aber um den Preis der Verdrängung nahezu aller Gründungsmitglieder. Therese wurde von der neuen Oberin durch Übertragung der niedrigsten Arbeiten fortwährend gedemütigt. Ihre Verdienste als Mitgründerin gerieten in Vergessenheit.

### Die selbstgewählte Demut
Ab März 1842 lebte Therese auf Befehl der Oberin in Lyon zuerst in der Montée Saint-Barthélemy, ab Dezember in dem von ihr für die Kongregation erworbenen Haus auf dem Hügel Fourvière. Das von ihr praktizierte und auch brieflich formulierte Lebensprinzip lautete: „Herr gib mir die Gnade, gerne verachtet zu werden, damit ich Dir ein bisschen ähnlich werde“ (Faites-moi la grâce d’aimer à être méprisée, pour vous ressembler un peu). Es war dem dritten Grad der Demut in den Geistlichen Übungen des Ignatius von Loyola entnommen und wurde zum mystischen Fundament ihres gesamten Daseins spätestens ab 1837.

### Funktionen im Orden und Tod
1850 gründete Oberin Contenet in Paris (Rue du Regard 15) eine Niederlassung. 1852 starb sie. Die Nachfolgerin, Françoise Antoinette de Larochenégly (* 1804, Oberin 1852–1877, † 1900), zeigte sich Therese gewogener. 1855 wurde sie nach Paris geschickt, um eine Krise zu lösen, die mit der Abspaltung einer Fünfergruppe endete (von denen drei später zurückkamen). Von November 1856 bis Juni 1857 war sie Oberin in Tournon, dann in Lalouvesc. Ab 1860 war sie Mitgründerin des Hauses von Montpellier, von 1861 bis zur Auflösung des Hauses Vize-Oberin („assistante“). Von 1867 bis zu ihrem Tod 1885 lebte sie in Fourvière.

### Die Mystikerin
Das geistliche Erleben von Therese kommt in zahlreichen Briefen zum Ausdruck. Der Schlüsselbegriff ist abandon, d. h. Loslassen, Selbstrücknahme, Selbstverleugnung, Selbstaufgabe, Selbstvergessenheit, Selbstauslieferung, Selbstabtötung. Etwa ab 1860 hatte sie mystische Visionen, in denen sie erfuhr, dass sie berufen war, als „Holocaust-Opfer“ zu dienen. Die Vorstellung ihrer Rolle kreist um den Schlüsselbegriff se livrer (sich zum Opfer hingeben), dem verbalen Pendant zu abandon. Dabei stand ihr übergroß die Güte Gottes („bonté“) vor Augen. Die mystischen Erlebnisse lösten bei ihr eine Mischung aus Glück und Besorgnis aus.

### Entwicklung des Ordens und Heiligsprechung
Die schon 1836 vom Ortsbischof anerkannten Schwestern vom Coenaculum (französisch: Cénacle) oder Schwestern Unserer Lieben Frau vom Rückzug in den Abendmahlssaal (lat. Sorores Dominae Nostrae a Recessu Caenaculi) erhielten 1863 das päpstliche Anerkennungsdekret und 1870 die endgültige Anerkennung. 1877, mit 72 Jahren, acht Jahre vor ihrem Tod, wurde Therese von der neuen Oberin Marie-Aimée Lautier (* 1835, Oberin 1877 bis † 1926) als Gründerin anerkannt und proklamiert. 1935 wurde sie von Pius XI. für verehrungswürdig erklärt. 1951 wurde sie von Pius XII. selig- und 1970 von Paul VI. heiliggesprochen.